# Leonhard Lennartz
Leonhard Lennartz (* 10. Juni 1896 in Kalterherberg; † 5. April 1976 in Eschweiler) war sozialdemokratischer Politiker und Landrat des Landkreises Aachen.

## Leben
Nach dem Besuch der Volksschule betätigte sich Leonhard Lennartz beruflich als Schaffner, Fahrer und Betriebsinspektor. Nach dem Zweiten Weltkrieg war er von 1945/1946 bis 1961 als Verkehrsleiter bei der Straßenbahn in Eschweiler angestellt.
Familie
Leonhard Lennartz war verheiratet und hatte zwei Kinder.

### Politische Betätigung
Dem 1946 neu gebildeten Kreistag des Landkreises Aachen gehörte Leonhard Lennartz mit dessen Beginn an (20. März 1946). 73-jährig schied er am 8. November 1969 aus. Während dieser Zeit wirkte er während drei Amtsperioden als ehrenamtlicher Landrat (1. Amtsperiode vom 18. Juni 1953 bis 26. November 1954; 2. Amtsperiode vom 28. Oktober 1956 bis 18. März 1961; 3. Amtsperiode vom 27. September 1964 bis 8. November 1969). 
Neben seiner politischen Betätigung im Landkreis Aachen war Lennartz Mitglied in Gremien des Landkreistages NRW: 1957–1960 stellvertretendes Mitglied Verfassungsausschuss, 1957–1961 stellvertretendes Mitglied im Wasserausschuss, 1957–1961 Wirtschafts- und Wasserausschuss, 1957–1961 stellvertretendes Mitglied des Vorstandes, 1960–1961 Verfassungsausschuss, 1964–1969 stellvertretendes Mitglied Wirtschafts- und Verkehrsausschuss, 1964–1969 Gesundheitsausschuss und Sozialausschuss. Ferner war er Mitglied der Landschaftsversammlung des Landschaftsverbandes Rheinland.

## Weblink
- Nachweise im Archiv NRW

| Personendaten    | Personendaten                         |
| ---------------- | ------------------------------------- |
| NAME             | Lennartz, Leonhard                    |
| KURZBESCHREIBUNG | deutscher Politiker und Landrat (SPD) |
| GEBURTSDATUM     | 10. Juni 1896                         |
| GEBURTSORT       | Kalterherberg                         |
| STERBEDATUM      | 5. April 1976                         |
| STERBEORT        | Eschweiler                            |